# 中山谷遺跡
中山谷遺跡（なかざんやいせき）は、東京都小金井市中町一～三丁目にある後期旧石器時代から縄文時代・近世にかけての複合遺跡である。

## 遺跡の概要
後期旧石器時代～縄文時代、近世の集落遺跡である。これまで14次にわたる発掘調査が行なわれている。後期旧石器時代は前半期と終末期の計4層の文化層が検出されている。縄文時代は中期の竪穴建物跡がこれまでに50棟検出されており、市内では最大規模の集落跡である。近世は区画溝などが検出されている。
武蔵野台地の南端、国分寺崖線に面して立地し、湧水に面した範囲に広がる。遺跡の南側の崖線斜面にははけの森美術館があり、敷地内に湧水とはけの地形が豊かな緑の中、保存されている。遺跡の標高は62～67メートルである。
近隣には、国分寺崖線に面して西側に西之台遺跡、東側に栗山遺跡、南側斜面下位の立川面に新橋遺跡、東側に野川中洲北遺跡、西側の野川を挟んだ対岸に前原遺跡があり、野川流域遺跡群を構成する。

## 調査の歴史
昭和初期にはすでに遺跡として知られていた。1967～1970年（昭和42～45年）には市誌編さんのための発掘調査（第1次～5次）が行なわれ、縄文時代中期の竪穴建物跡計12棟などが検出された。1973～1974年（昭和48～49年）には下水道工事に伴う発掘調査（第6～7次）、銀行寮建設のための発掘調査（第8次）が行なわれ、後期旧石器時代の4枚の文化層と縄文時代中期の竪穴建物跡3棟、近世の溝などが検出された。1981～1983年（昭和56～58年）には集合住宅等の建設に伴う発掘調査（第9～11次）が行なわれ、縄文時代中期の竪穴建物跡22棟、柄鏡形竪穴建物跡1棟、近世の溝などが検出された。1987～1988年（昭和62～63年）には集合住宅等の建設に伴う発掘調査（第12～14次）が行なわれ、縄文時代中期の竪穴建物跡5棟、近世の火の見櫓跡などが検出された。

## 主な遺構
- 石器集中部（ブロック）
- 炭化物集中部
- 竪穴建物跡
- 柄鏡形竪穴建物跡
- 土坑
- 集石・集石土坑
- 溝
- 火の見櫓跡

## 主な出土品
- ナイフ状石器
- 錐状石器
- 細石器（細石刃）
- 石鏃
- 打製石斧
- 縄文土器 - 勝坂式、阿玉台式、加曾利E式、称名寺式
- 動物形土製品

## 遺跡の変遷

### 後期旧石器時代
第8次調査区で4枚の文化層が検出された。

#### 初頭
Ⅹ層が該当する。
- Ⅹ層：石器763点が1カ所の集中から出土した。内訳はナイフ状石器5点、彫器1点、錐状石器7点、二次加工剥片（スクレイパー）4点、使用痕剥片36点、石核19点、剥片654点、スクレブロ1点、礫器3点、ハンマー3点、磨石3点。チャート製のものがほとんどで、ほかにメノウ、砂岩なども利用している。出土層位はⅩ層中部とされ、西之台遺跡Ⅹ層と同様にナイフ形石器出現以前に位置づけられる。礫群は伴わない。

#### 前半期
Ⅸ層、Ⅶ層が該当する。
- Ⅸ層：石器4点、うち石核1点、剥片2点、礫器1点。礫群は伴わない。
- Ⅶ層：石器4点が1カ所の集中部から出土した。内訳は剥片1点、礫器3点。礫群は伴わない。

#### 終末期
- Ⅲ層：石器18点が2カ所の集中部から出土した。内訳は細石刃1点、石核1点、剥片11点、礫器3点。砂岩製の剥片が多く、礫器の製作に関連する資料である。礫群は伴わない[1][7]。

### 縄文時代

#### 中期
竪穴建物跡が50棟検出されている。計42点の産地分析の結果、黒曜石の原産地は神津島産37点、星ヶ塔産4点、麦草峠産1点であった。分析が実施された竪穴建物跡13棟すべてから神津島産黒曜石が検出されていることが注目される。
- 勝坂式期：勝坂1～3式期にかけて30棟の竪穴建物跡が検出されているが、最終段階で一端、集落の利用が途絶するようである[9]。
- 加曾利E式期：加曾利E1式期～2式期初頭にかけて15棟の竪穴建物跡が検出されている。E3式期には集落の利用が途絶し、E4式期に再び2棟の竪穴建物跡が残された。うち1棟は柄鏡形竪穴建物である[9]。

### 近世
遺跡の範囲は、近世には小金井村（江戸時代後半には下小金井村および下小金井新田）であった。現在の連雀通りに重なる東西の道路に沿って新田村落が形成されており、関連する遺構として区画溝、畠畝跡、火の見櫓跡が検出されている。

## 出土資料
出土資料の一部（縄文時代の土器、石器など）は、小金井市文化財センターに展示されている。
「中山谷遺跡10号住居址出土土器群一括」および「中山谷遺跡23号住居址出土土器群一括」は2007年（平成19年）8月23日に、また「中山谷遺跡29号住居址出土縄文時代中期土器群一括」は2011年（平成23年）4月25日に、小金井市指定有形文化財（美術工芸品）に指定されている。

### 発掘調査報告書
- 小金井市教育委員会『中山谷』 1巻〈小金井市文化財調査報告書〉、1972年3月（原著1972年3月）。 NCID BA35137719。
- Kidder, J.E.、肥留間, 博『中山谷遺跡』1975年（原著1975年）。
- 中山谷遺跡調査団『中山谷遺跡』 第9次-11次調査 (1981-1983)、1987年11月（原著1987年11月）。 NCID BA82917735。